# Rondibilis bastiana
Rondibilis bastiana là một loài bọ cánh cứng trong họ Cerambycidae.